# Kevin Reynolds (kunstschaatser)
Kevin Reynolds (North Vancouver, 23 juli 1990) is een Canadees voormalig kunstschaatser. Hij nam in 2014 deel aan de Olympische Winterspelen in Sotsji en won er de olympische zilveren medaille bij de landenwedstrijd. Individueel werd hij vijftiende.

## Biografie

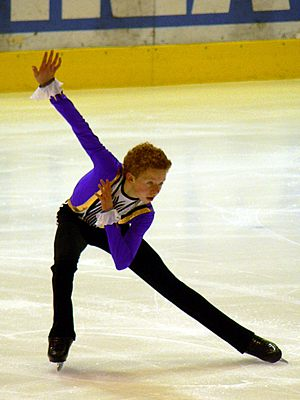
Reynolds in 2005

Om een betere ijshockeyspeler te worden - Reynolds speelde drie jaar lang in een ijshockeycompetitie voor beginnelingen, begon hij ter aanvulling op vijfjarige leeftijd met kunstschaatslessen. Zijn talent om goed achteruit te kunnen schaatsen, bezorgde hem een plek bij de achterhoede van het ijshockeyteam. Uiteindelijk moest hij daarmee stoppen, omdat hij niet lang genoeg was. Vervolgens richtte hij zich volledig op het kunstschaatsen.
Reynolds kreeg vanaf zijn negende les van de bekende schaatscoach Joanne McLeod. Al gauw leerde hij diverse drievoudige sprongen: op zijn tiende sprong hij zijn eerste drievoudige salchow en twee weken daarna sprong hij een drievoudige toeloop. Hij won de Canadese nationale kampioenschappen bij de juvenile in 2001 en bij de novice in 2003. Het jaar erna was hij vierde op de NK junioren, waardoor hij mee mocht doen aan de Junior Grand Prix-wedstrijden. Hij werd vijfde op zijn eerste JGP-wedstrijd en tweede op de NK junioren 2005.
Hij nam vier keer deel aan de WK junioren, met als beste prestatie de vijfde plaats in 2007. Reynolds maakte in januari 2006 zijn debuut op de Canadese nationale kampioenschappen voor senioren, maar wist in zijn twaalf deelnames nooit te winnen; altijd weerhield zijn leeftijdgenoot en concurrent Patrick Chan hem van de eerste plaats.
Reynolds deed zes keer mee aan de viercontinentenkampioenschappen, werd in 2010 derde en bemachtigde in 2013 de titel. Daarnaast deed hij zes keer mee aan de wereldkampioenschappen. In 2013 werd hij hier vijfde, tevens zijn beste prestatie op de WK. Door zijn zilveren medaille op de nationale kampioenschappen was Reynolds in 2014 geselecteerd voor het Canadese olympische team. Hij won op de Olympische Winterspelen in Sotsji de zilveren medaille bij de landenwedstrijd en werd er individueel vijftiende.
Hij maakte in december 2018 dat hij zijn sportieve carrière had beëindigd. Reynolds was van plan om in 2019 zijn opleiding internationale betrekkingen aan de Universiteit van Brits-Columbia af te ronden. Hij wilde blijven werken als kunstschaatscoach.

## Belangrijke resultaten
| Kampioenschap                | 03/04 | 04/05  | 05/06 | 06/07 | 07/08 | 08/09 | 09/10         | 10/11         | 11/12         | 12/13         | 13/14         | 14/15         | 15/16         | 16/17         | 17/18         |
| ---------------------------- | ----- | ------ | ----- | ----- | ----- | ----- | ------------- | ------------- | ------------- | ------------- | ------------- | ------------- | ------------- | ------------- | ------------- |
| Olympische Spelen            |       |        |       |       |       |       |               |               |               |               | 15e · (team)  |               |               |               |               |
| Wereldkampioenschap          |       |        |       |       |       |       | 11e           | 20e           | 12e           | 5e            | 11e           |               |               | 9e            |               |
| Viercontinentenkampioenschap |       |        |       |       |       |       | Brons         | 11e           | 8e            | Goud          |               |               | 11e           | 12e           | 7e            |
| Nationaal kampioenschap      |       |        | 9e    | 11e   | 6e    | 4e    | Brons         | 4e            | Zilver        | Zilver        | Zilver        | t.z.t.        | Brons         | Zilver        | 5e            |
| WK junioren                  |       |        | 7e    | 5e    | 6e    | 9e    | geen deelname | geen deelname | geen deelname | geen deelname | geen deelname | geen deelname | geen deelname | geen deelname | geen deelname |
| Junior Grand Prix-finale     |       |        |       | Brons |       |       | geen deelname | geen deelname | geen deelname | geen deelname | geen deelname | geen deelname | geen deelname | geen deelname | geen deelname |
| NK junioren                  | 4e    | Zilver |       |       |       |       | geen deelname | geen deelname | geen deelname | geen deelname | geen deelname | geen deelname | geen deelname | geen deelname | geen deelname |

t.z.t. = trok zich terug